# Hôtel de Chabannes
L'hôtel de Chabannes (également connu comme hôtel de Flers) est un hôtel particulier situé sur la place des Vosges à Paris, en France.

## Localisation
L'hôtel de Chabannes est situé dans le 4e arrondissement de Paris, au  17 place des Vosges. Il se trouve sur le côté ouest de la place, entre les hôtels Marchand et Montbrun.

## Historique
Les façades et toitures de l'hôtel sont classées au titre des monuments historiques en 1920 ; l'escalier est inscrit en 1953 ; la galerie voûtée est classée en 1955.